# Nacelle (militaire)
Pour les articles homonymes, voir Pod et Nacelle.
Une nacelle ou pod est un équipement aéroporté habituellement ancré à un point d'emport et ajoutant des fonctions au système d'armes d’un avion militaire. Les réservoirs largables n’entrent généralement pas dans cette catégorie.

## Types

### Nacelles d'armement
Ce type de nacelle comprend les nacelles lance-roquettes (en) et les nacelles canons (en), par exemple le FN HMP.

### Nacelles de désignation
Ces nacelles permettent de désigner une cible.

### Nacelles d’observation
Elles peuvent utiliser des radars, des capteurs imageurs infrarouge ou visible.

### Nacelles de guerre électronique
Permet de brouiller ou repérer les radars et moyens de communications.

### Nacelles de ravitaillement en vol
Ces nacelles associent un réservoir de carburant à un système de distribution, composé d'un tuyau souple se terminant par un panier-entonnoir, système désigné en anglais « probe-and-drogue ». Elles permettent, sans modifications importantes de structure, à un avion dont ce n'est pas la fonction première (avion ravitailleur), tel qu'un avion de transport (Lockheed KC-130 Hercules) ou un chasseur-bombardier (Dassault Rafale), de ravitailler des avions ou hélicoptères munis d'une perche de ravitaillement.

## Exemples

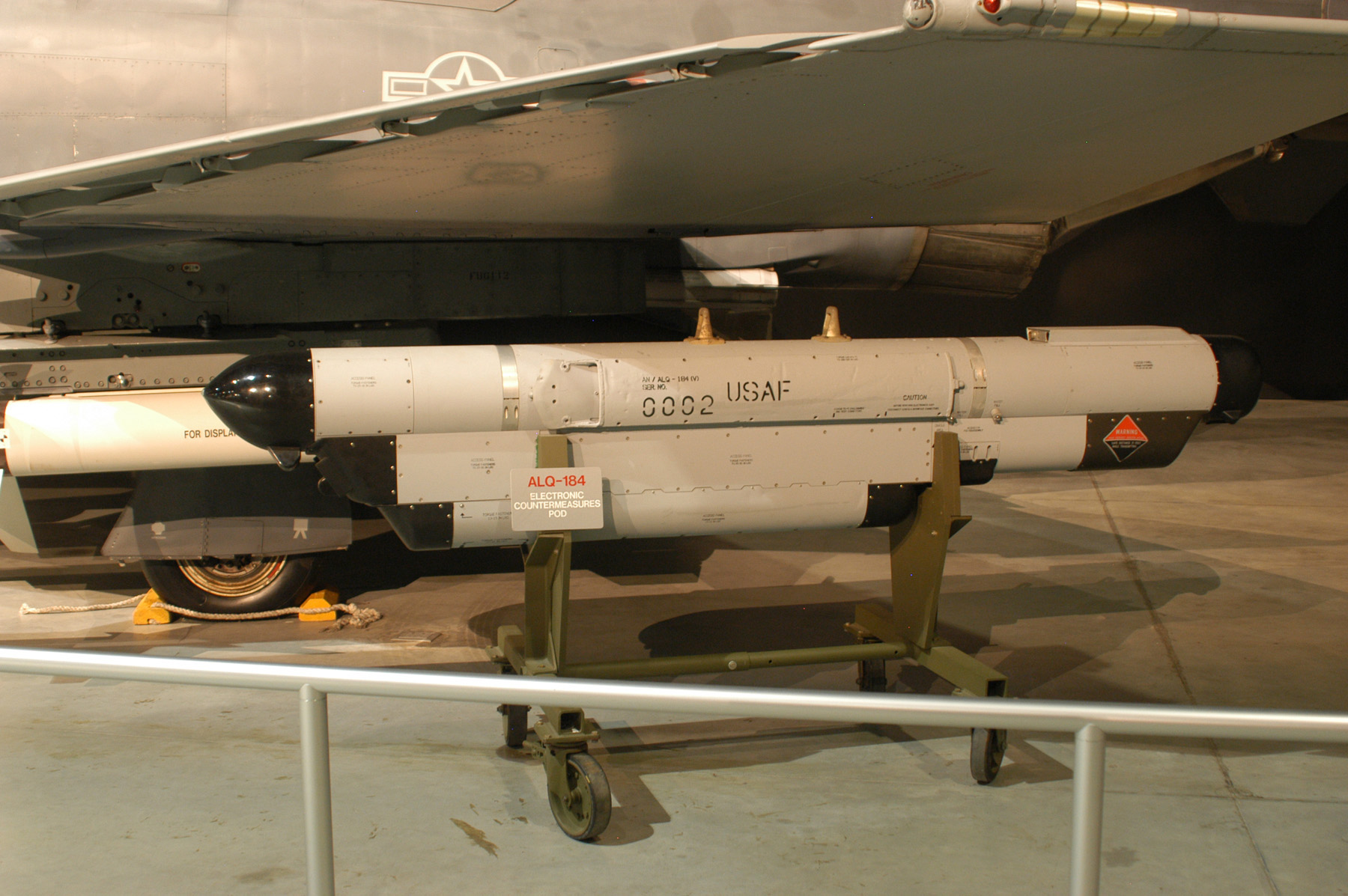
Raytheon AN/ALQ-184 (contre-mesure électronique).
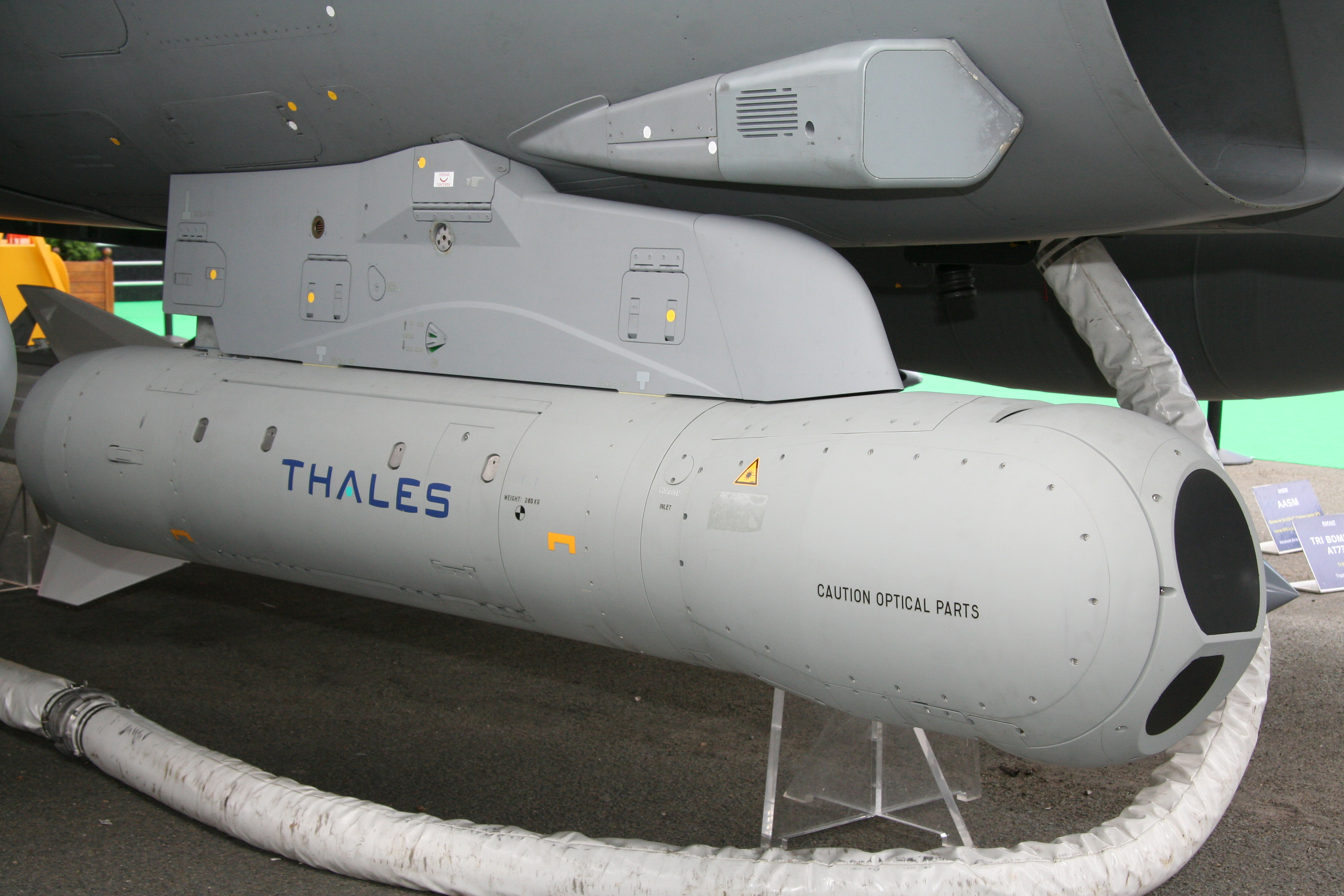
Pod Damoclès (désignation de cibles et imagerie infrarouge).
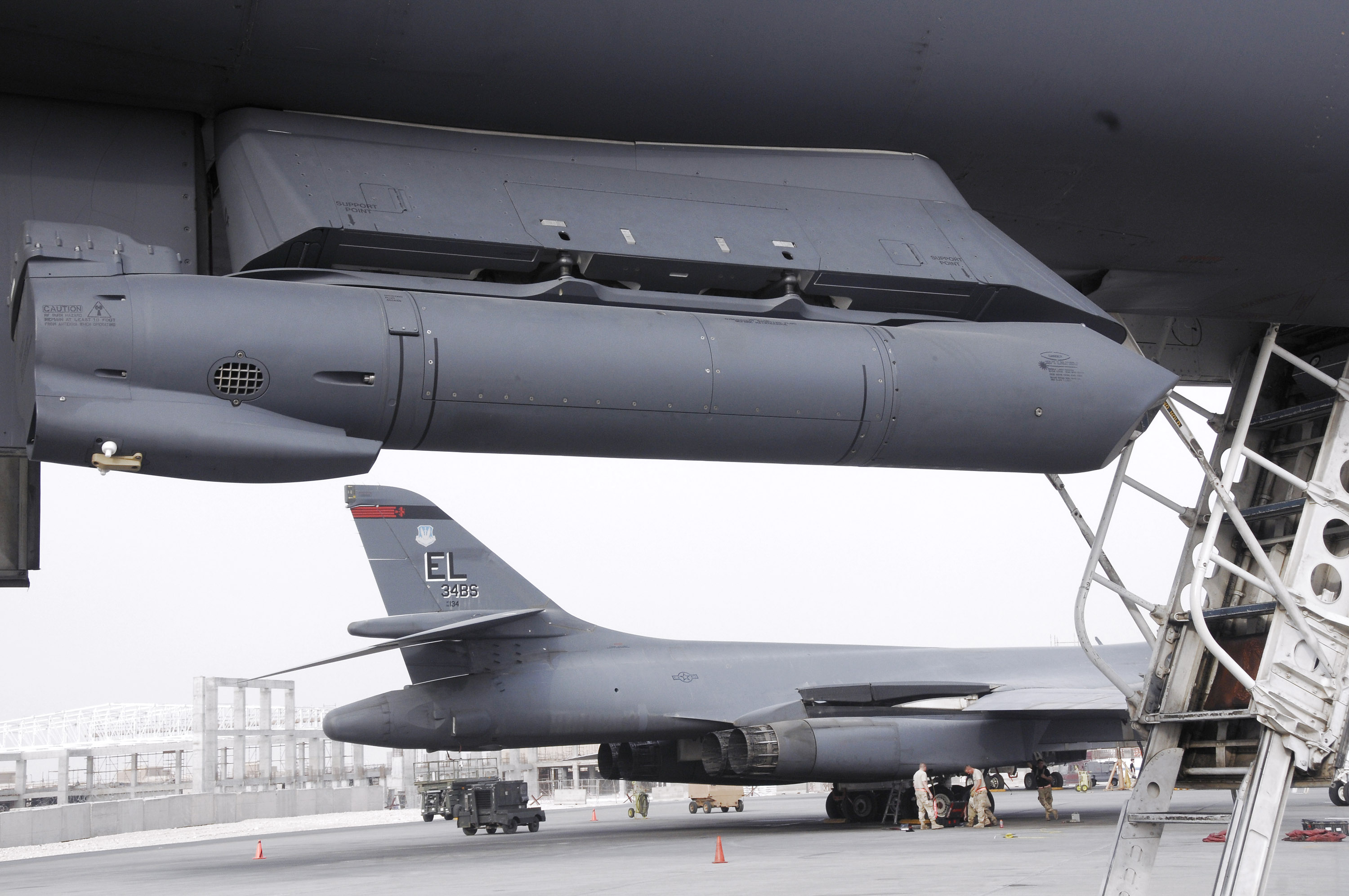
Lockheed Martin Sniper XR (désignation de cible et imagerie infrarouge).
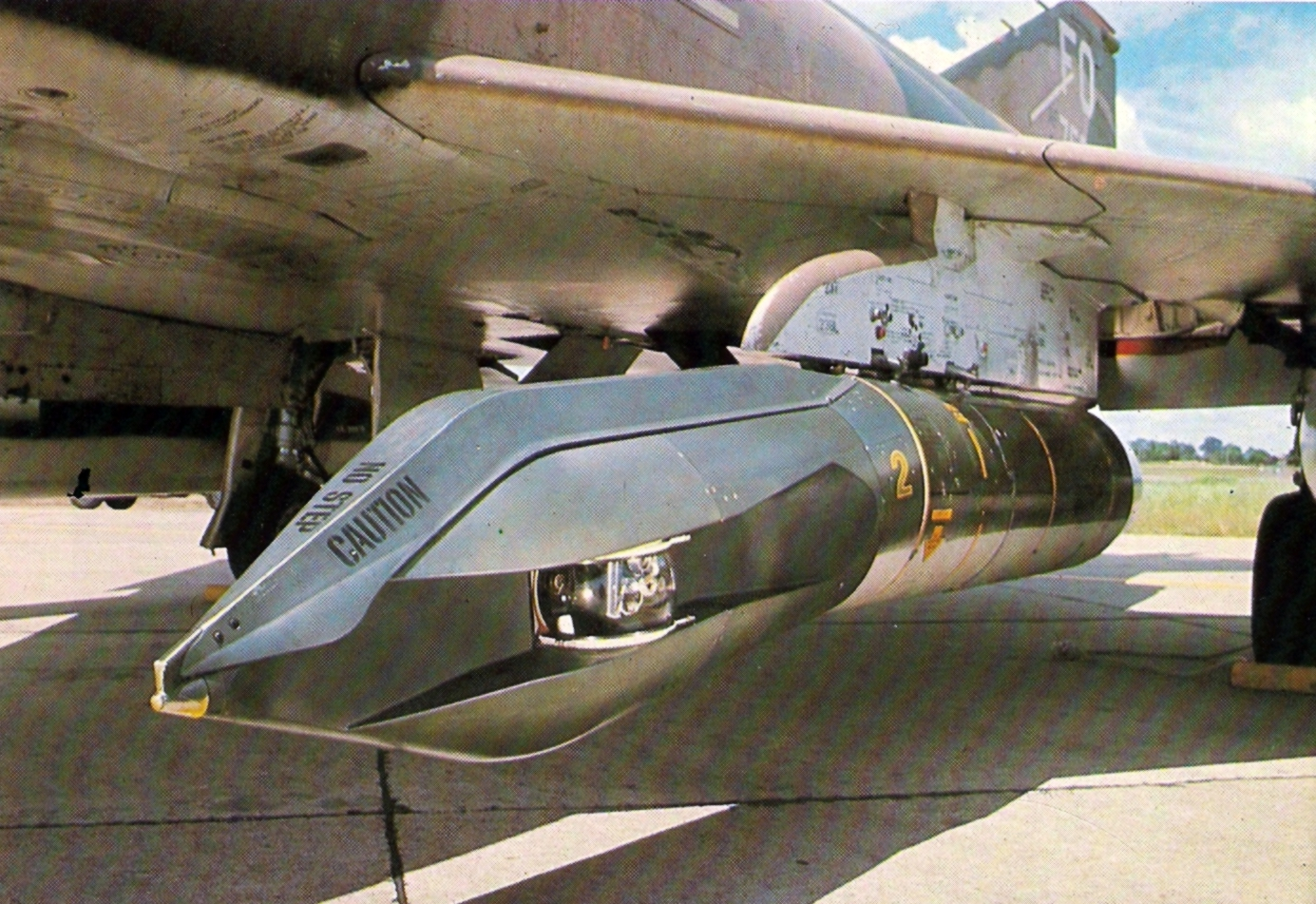
Pave knife (désignation de cible).
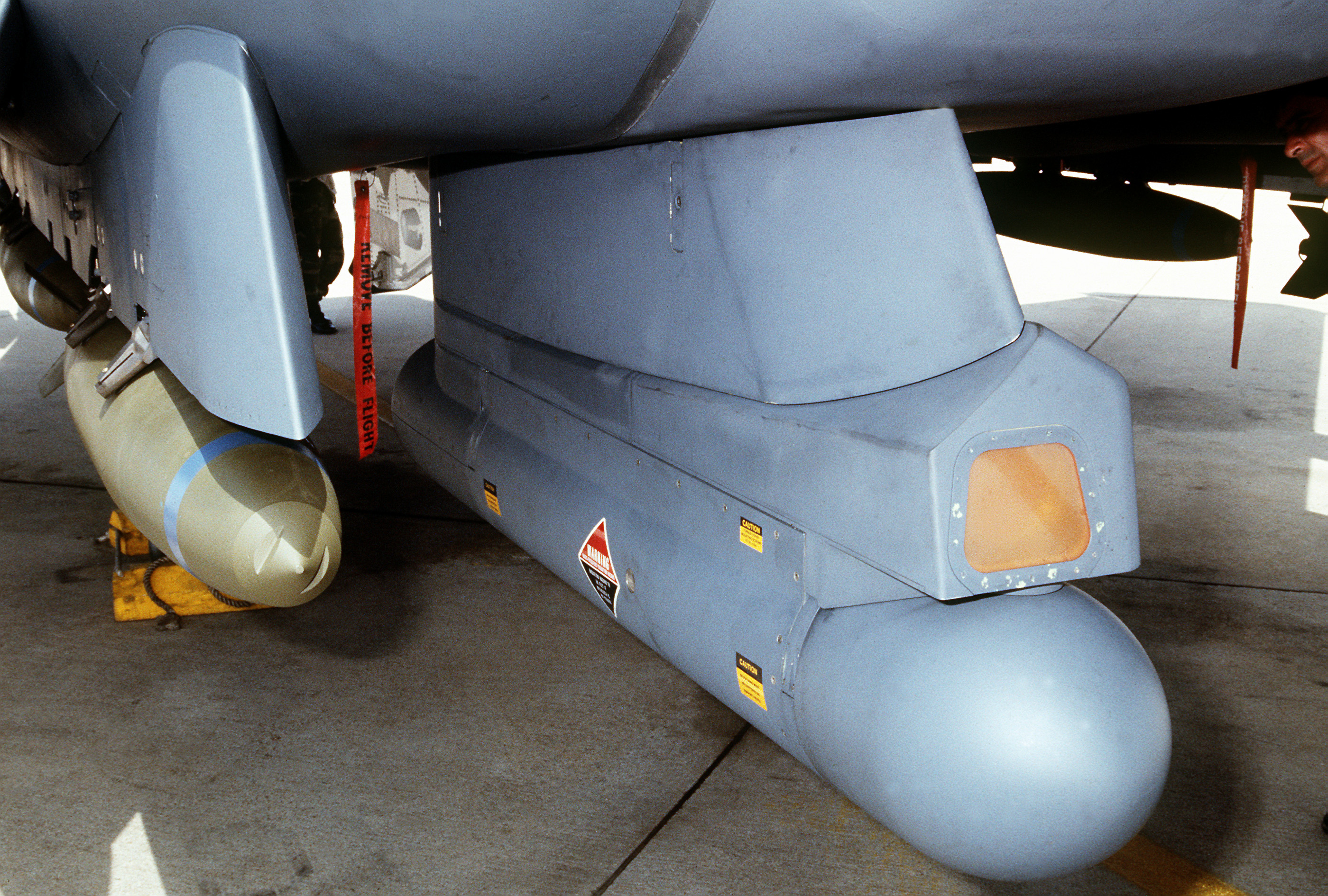
Low Altitude Navigation and Targeting Infrared for Night (désignation de cible et imagerie infrarouge).
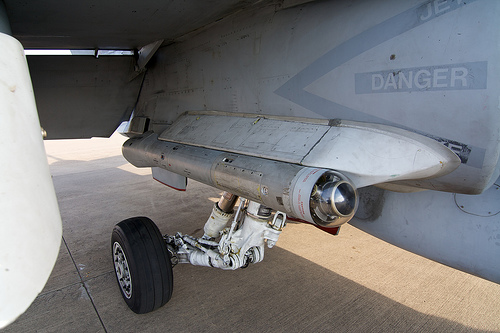
AN/AAS-38 (désignation de cible et imagerie infrarouge).
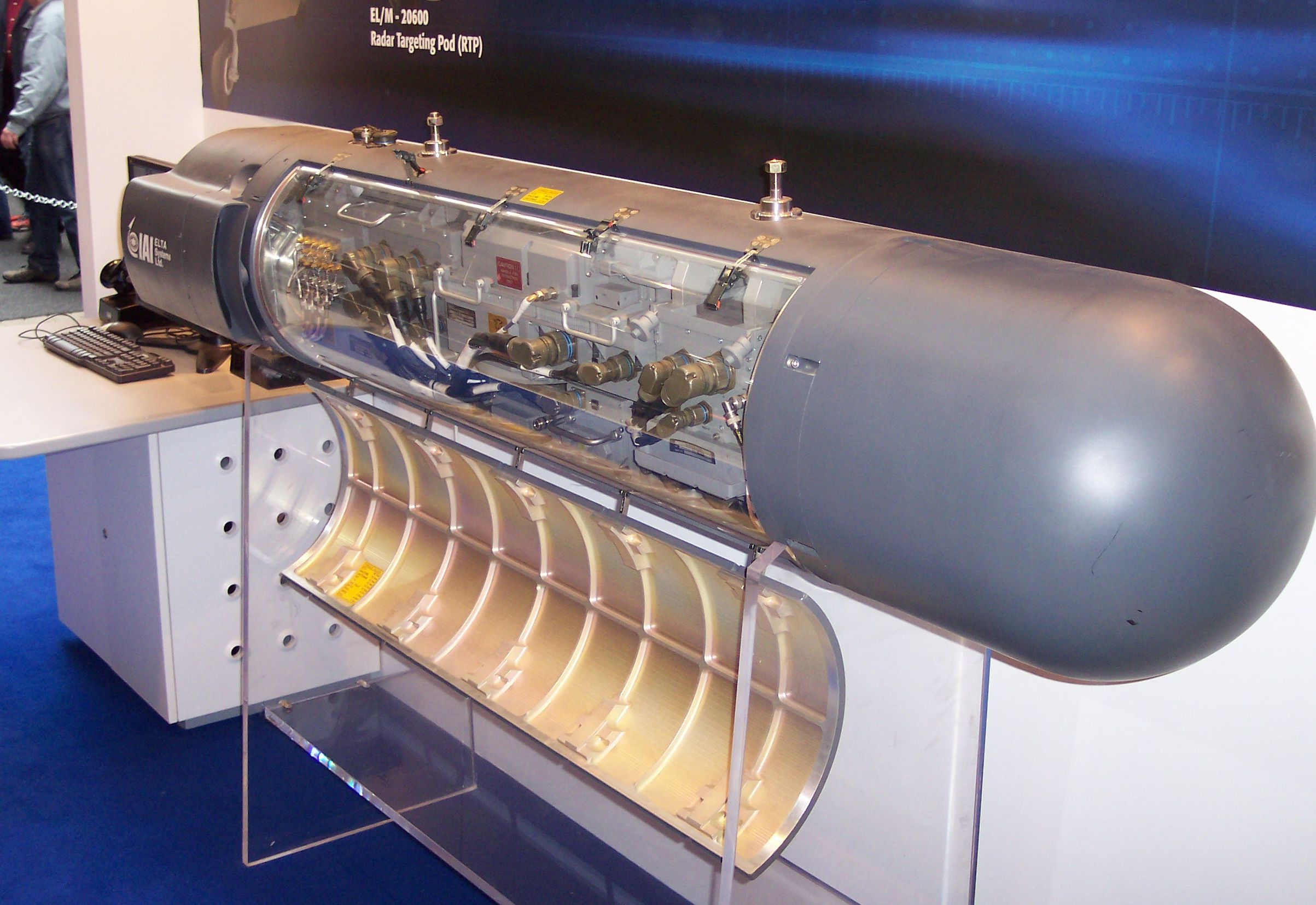
Eltat EL/M-20600 (détection radar).
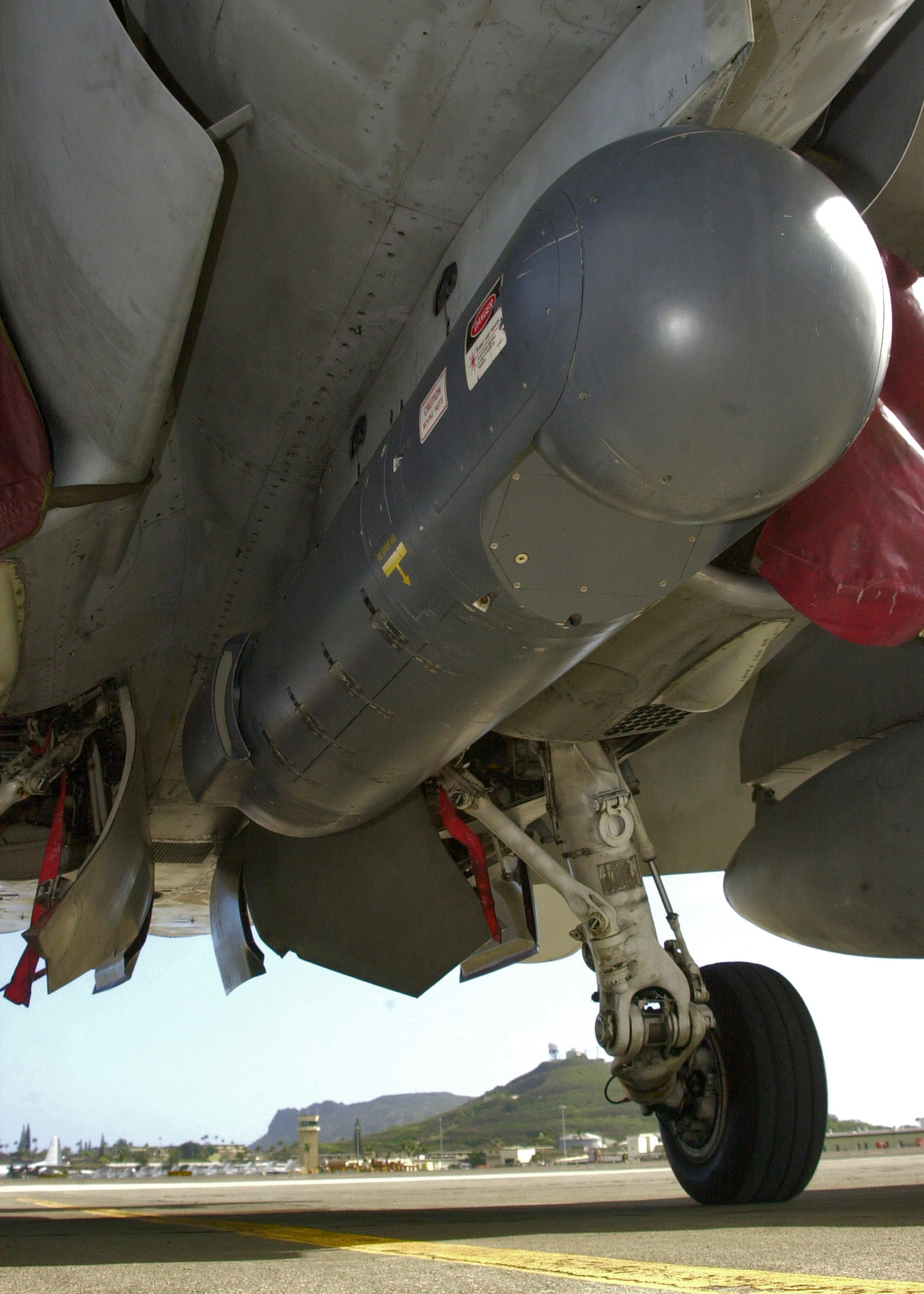
AN/AAQ-28(V) LITENING (désignation de cible et imagerie infrarouge).
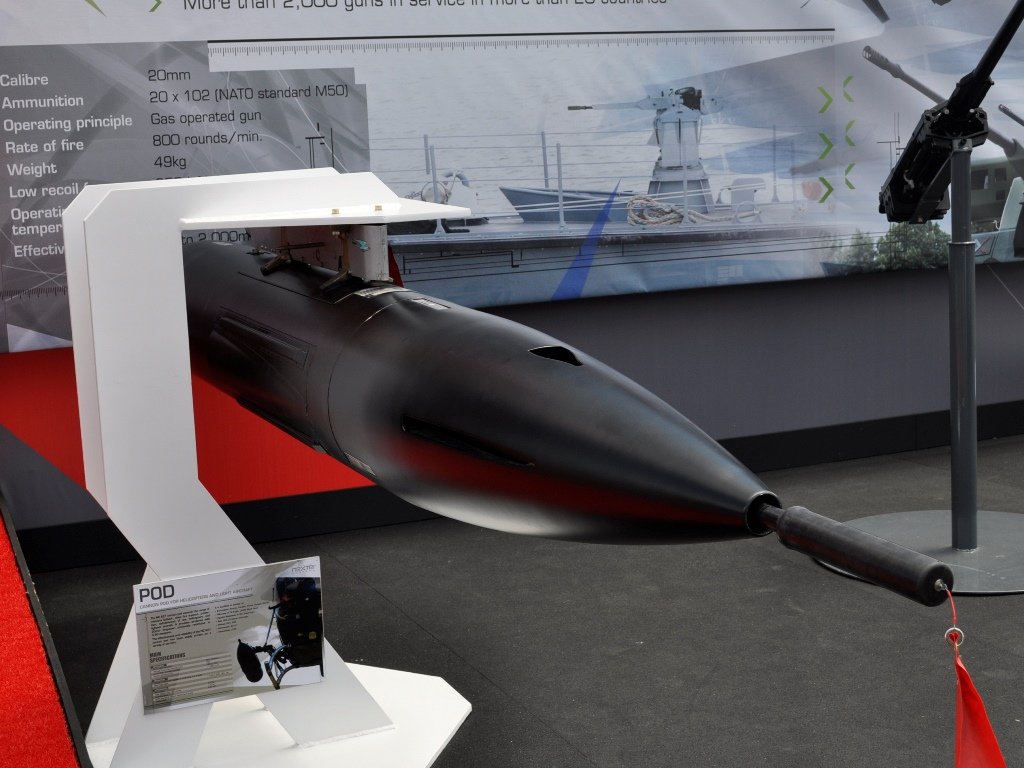
Nexter NC621 (canon dérivé du M621).
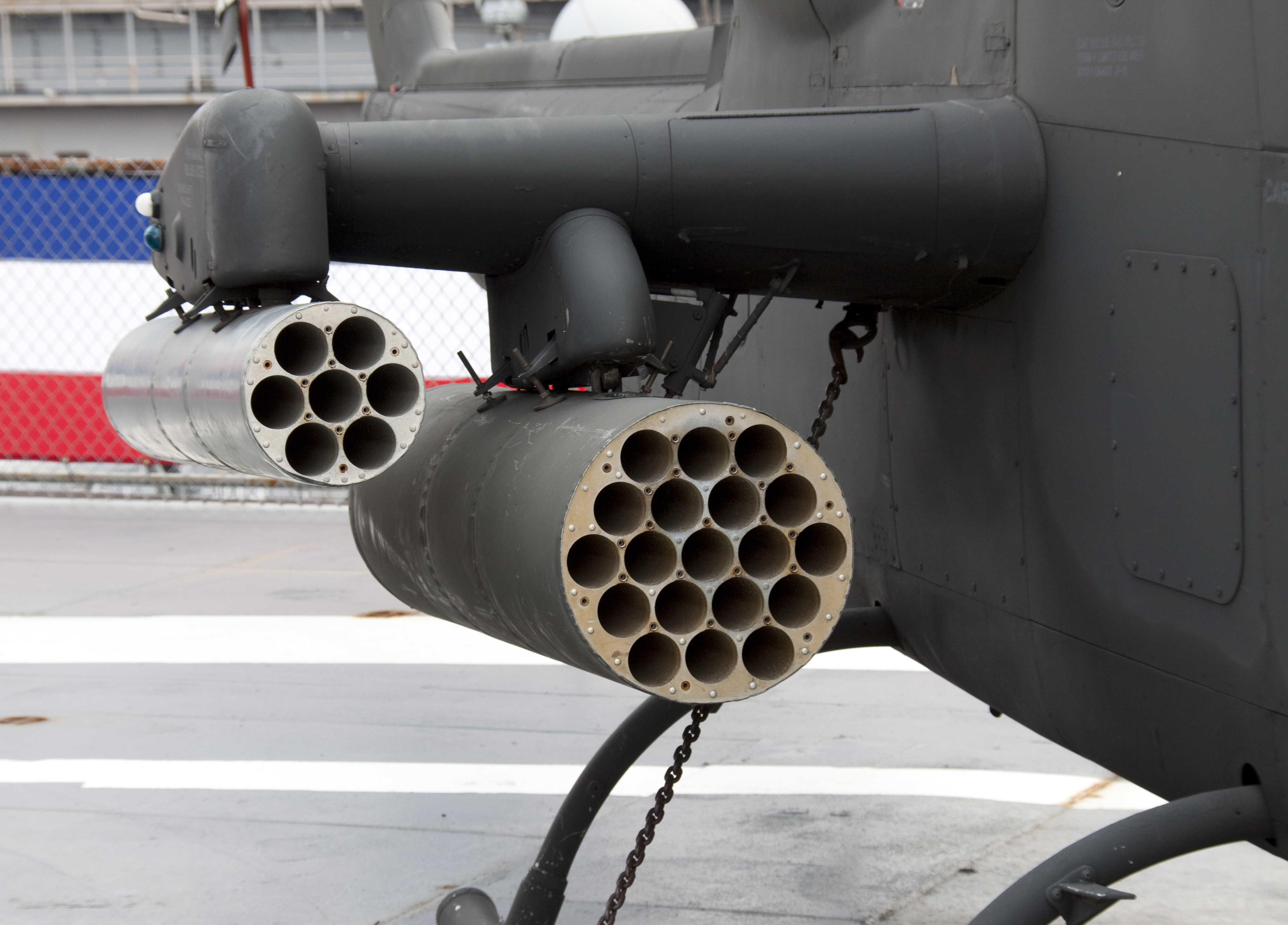
Lance roquettes.
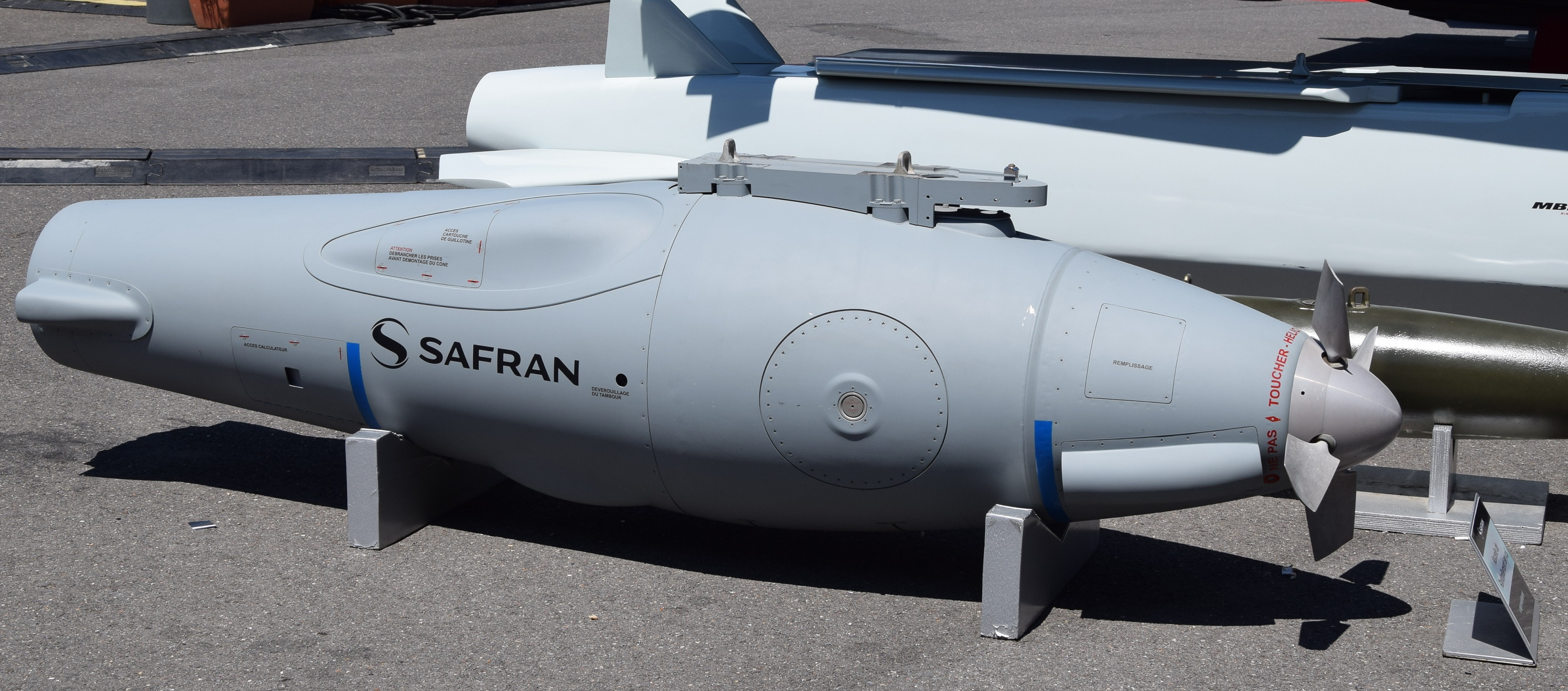
Nacelle de ravitaillement en vol NARANG.